# Esther Turpin
Esther Turpin (29 de abril de 1996) es una deportista de Francia que compite en atletismo. Ganó tres veces el campeonato nacional de su país (2018 en pentatlón y heptatlón y 2021 en heptatlón).

Biografía
El primer club de Esther Turpin fue el AC Saint-Joseph (La Reunión, Francia), donde sus hermanos mayores ya practicaban atletismo. Se dedicó a las pruebas combinadas, con el objetivo de seguir los pasos de su hermana mayor, quien competía en heptatlón.[1] En 2018, estudiaba psicomotricidad.
Esther ganó títulos nacionales en 2012, convirtiéndose en campeona francesa de heptatlón cadete, título que repitió al año siguiente en la misma categoría. Siguió el mismo camino en 2014, convirtiéndose en campeona francesa júnior de heptatlón.
Su 2015 fue menos exitoso, ya que no logró completar las pruebas combinadas en el campeonato francés júnior de Tours (Francia metropolitana).
Partió hacia Francia continental en septiembre para el RC Arras (Francia metropolitana), con el objetivo de mejorar su rendimiento, sobre todo gracias a una mayor densidad de atletas que en la Isla de la Reunión.[1] 
Rápidamente volvió al éxito y en 2016 ganó el título de campeona de Francia sub-23 de heptatlón.
Este título se extendió del heptatlón al pentatlón en 2017, donde también obtuvo una medalla de plata en el Campeonato de Francia de Élite en Pista Cubierta[2]. Tras su excelente rendimiento, recibió una invitación de la Federación Europea para competir en el Campeonato de Europa en Pista Cubierta en Belgrado[3]. Terminó 14.ª con 4143 puntos[4]. Ese mismo año, en el Campeonato de Europa sub-23, obtuvo 5940 puntos, quedándose a las puertas del podio[5].
Su temporada 2018 comenzó con fuerza; el 17 de febrero, se proclamó campeona de Francia de Élite de Pentatlón en Liévin (Francia metropolitana).[6] Fue invitada a competir en la prestigiosa reunión de Götzis (Austria). En esta ocasión, mejoró su récord de heptatlón en más de 300 puntos, elevándolo a 6230, destacando por superar sus mejores marcas personales en los 100 m vallas, 200 m, salto de altura, salto de longitud y 800 m. Al finalizar la prueba final, fue elegida mejor debutante de la competición. Con esta actuación, se aseguró su plaza para el Campeonato Europeo de Berlín[7],[8],[9], donde terminó 12.ª en heptatlón, superando su mejor marca personal en salto de altura con 1,79[10],[11].
Anteriormente, ganó su primer título francés de heptatlón Élite el 8 de julio de 2018 en Albi (Francia Metropolitana) con 6100 puntos.
En el Décastar 2018 en Talence (Francia Metropolitana), en septiembre, terminó 8.ª con 5898 puntos.
Su participación como invitada en la Reunión Internacional de Götzis (Austria) a finales de mayo de 2022 le permitió superar la barrera de los 6000 puntos.
Consiguió su segundo título francés de heptatlón élite el 26 de junio de 2021 en Angers (Francia metropolitana), con un total de 5806 puntos. [12]
Se unió al club Florentin Athlé (Francia metropolitana 81) en 2021.
A esto le siguió el subcampeonato francés de heptatlón de 2022 con 5951 puntos el 26 de junio de 2022 en Caen (Francia metropolitana). [13], [14]
Desde enero de 2023, entrena en la Universidad Azusa Pacific de California (EE. UU.), donde continúa compitiendo al máximo nivel.
A finales de julio de 2023, y por tercera vez en cinco años, se coronó campeona francesa de heptatlón en Albi (Francia Metropolitana)[15] con 6182 puntos.
Con 4447 puntos de la División II de la NCAA en el pentatlón del 13 de marzo, se convirtió en campeona de Estados Unidos en 2025.
Consiguió su cuarto título francés de heptatlón el 3 de agosto de 2025 en Talence (Francia Metropolitana) con 6090 puntos.